# Лавриненко Тимофій Кіндратович
Тимофій Кіндратович Лавриненко (1914, село Мала Писарівка, тепер село Писарівка Золочівського району Харківської області — ?) — український радянський діяч, бригадир тракторної бригади Лютівської МТС Золочівського району Харківської області. Депутат Верховної Ради УРСР 2-го скликання.

## Життєпис
Народився у бідній селянській родині. Закінчив семирічну школу.
У 1930—1935 роках — колгоспник, секретар комсомольської організації, бригадир рільничої бригади колгоспу імені Фрунзе села Малої Писарівки Золочівського району Харківської області. У 1935—1936 роках — голова колгоспу імені Фрунзе села Малої Писарівки Золочівського району Харківської області. У 1936 році закінчив курси трактористів.
У 1936—1941 роках — механізатор-тракторист Лютівської машинно-тракторної станції (МТС) Золочівського району Харківської області.
З червня 1941 року — у Червоній армії, учасник німецько-радянської війни. З 1942 року служив телефоністом взводу управління 631-го артилерійсько-зенітного полку 42-ї армії 2-го Прибалтійського фронту.
З 1945 року — слюсар, тракторист, а з жовтня 1946 року — бригадир тракторної бригади Лютівської машинно-тракторної станції (МТС) Золочівського району Харківської області.
Член ВКП(б) з 1947 року.
Потім — на пенсії.

## Нагороди
- орден Вітчизняної війни 1-го ст. (1.08.1986)
- медаль «За бойові заслуги»
- медаль «За оборону Ленінграда»
- медаль «За перемогу над Німеччиною у Великій Вітчизняній війні 1941—1945 років»